# Chang Yung-fa

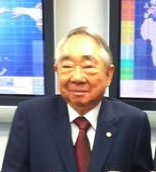
Chang Yung-fa

Chang Yung-fa (張榮發) (Penghu, Taiwan, 6 oktober 1927 – 20 januari 2016) was oprichter en voorzitter van de Evergreen Group.

## Biografie
Chang werd in 1927 op het eiland Penghu geboren. Taiwan werd op dat moment door Japan bestuurd.
Nadat hij op 18-jarige leeftijd was afgestudeerd aan de Taipei Commercial “High School”, trad hij in Taipei in dienst van een Japanse rederij.
Na de Tweede Wereldoorlog trad hij als derde officier in dienst van een lokale rederij. In dienst van verschillende maatschappijen werkte hij zich op tot kapitein.
In 1961 richtte Chang met een paar vrienden een scheepvaartmaatschappij op. Nadat hij geholpen had deze maatschappij tot ontwikkeling te brengen, besloot hij voor zich zelf te beginnen. Op 1 september 1968 werd Evergreen Marine Corporation met slechts één tweedehandsschip van 15.000 ton genaamd Central Trust opgericht.
In de daarop volgende vier jaren bouwde Chang zijn vloot uit tot twaalf schepen. Indien nodig liet hij schepen leeg varen om zijn klanten ervan te overtuigen dat hij een goede service met een strak vaarschema kon bieden.
Binnen een jaar had hij zijn diensten uitgebreid tot het Midden-Oosten en binnen drie jaar naar het Caraïbische gebied.
In 1975 realiseerde Chang zich dat containerisatie de toekomst had. Hij liet vier S-type-containerschepen bouwen en startte een dienst op de oostkust van de Verenigde Staten. Vijftien maanden later werd daar de westkust van de Verenigde Staten aan toegevoegd. Europa volgde in 1979.
In 1984 werd de meest ambitieuze diensten gestart. Twee diensten in 80 dagen rond de wereld, de een in oostelijke richting en de andere in westelijke richting. Elke tien dagen vond er een afvaart plaats. Hiervoor werden 20 G-type-schepen met een capaciteit van 2728 teu elk en een vaarsnelheid van 20,5 knopen ingezet.
De Evergreen Group is inmiddels uitgegroeid tot een multinationale onderneming met naast scheepvaart, ondernemingen in de zware industrie, luchtvaart en het hotelwezen. Het bedrijf heeft wereldwijd ruim 27.000 medewerkers en meer dan 220 kantoren/agenten verdeeld over 30 corporaties waarvan er drie op de Taiwan Stock Exchange genoteerd zijn.

## Doctoratus honoris causa
- 1990 · Honorary Doctor of Humane Letters aan de California State University
- 1995 · Honorary Doctor of Business Administration aan de University of South Carolina
- 1998 · Honorary Doctor of Shipping & Transportation Management aan de National Taiwan Ocean University
- 1999 · Honorary Doctor of Business Administration aan de Nottingham Trent University
- 2000 · Honorary Doctor of Business Administration aan de National Chiao Tung University
- 2007 · Honorary Doctor of Transport and Academician aan de Russian Academy of Transport
- 2008 · Honorary Professorship aan de University of Houston–Downtown

## Carrière hoogtepunten
- Oprichter en groepsvoorzitter van The Evergreen Group
- Voorzitter van de Chang Yung-Fa Foundation
- Voorzitter van de Chang Yung-Fa Charity Foundation
- Adviseur van de President van Panama voor internationale aangelegenheden
- Honorair Consul-Generaal voor Panama in Taipei
- Lid van de Tokyo University of Mercantile Marine, Management Advisory Committee
- Order Of Chivalry (D.M.P.N.), met de titel “Dato”, State Of Penang, Malaysia, 2000
- Officer Of The Legion of Honor, Frankrijk, 2002
- Ontvanger van de Lifetime Achievement Award, Lloyd's List 2006
- Commander of the Order of the British Empire(CBE), Verenigd Koninkrijk, 2006
- Kebesaran Panglima Setia Mahkota(PSM), met de titel “Tan Sri”, Malaysia, 2007
- Knight of the Grand Cross (Cavaliere di Gran Croce), Italië, 2007
- Commandeur in de Orde van de Kroon (Commandeur de l'Ordre de la Couronne), België, 2008
- Commandeur in de Orde van Oranje-Nassau, Nederland, 2011 Dr.Chang in Rotterdam
- Order of the Rising Sun, 2nd Class Gold and Silver Star. Japan, 2012.